# Ла-Либертад (регион)
Ла-Либертад (исп. La Libertad) — регион в северо-западной части Перу.

## Географическое положение
Ла-Либертад граничит с регионами Ламбайеке, Кахамарка и Амасонас на севере, регионом Сан-Мартин на востоке, регионами Анкаш и Уануко на юге. На западе регион омывает Тихий океан.
Административный центр региона — город Трухильо, третий по численности населения город Перу.
Ла-Либертад — единственный регион, сочетающий в себе три основных ландшафта страны: побережье с песчаными пляжами, горы (сьерра), начинающиеся холмами у Трухильо и заканчивающиеся Андами на востоке и тропический лес.
Реки: Моче, впадающая в Тихий океан, Виру и Чикама.

## История
Согласно проведенным археологическим исследованиям, регион Ла-Либертад заселен с 1200 года до н. э. Здесь сохранились остатки древних культур Куписнике, Салинар, Мочика (Моче), Сикан, Чачапойя и Чиму.

## Административное деление
Регион разделен на 12 провинций и 83 округа:

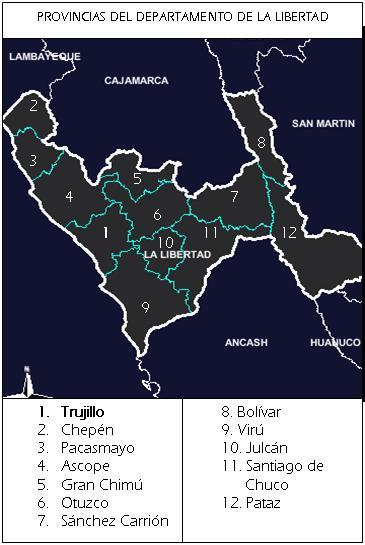
Административное деление Ла-Либертад.

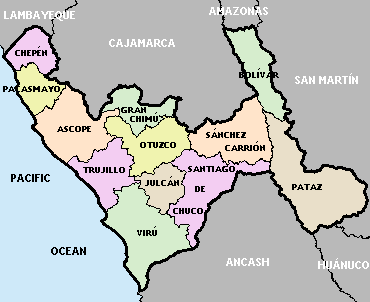
Провинции региона Ла-Либертад.

| №  | Провинция                            | Население, чел. (2007) | Административный центр                |
| -- | ------------------------------------ | ---------------------- | ------------------------------------- |
| 1  | Трухильо (Trujillo)                  | 811 979                | Трухильо (Trujillo)                   |
| 2  | Чепен (Chepen)                       | 75 980                 | Чепен (Chepen)                        |
| 3  | Пакасмайо (Pacasmayo)                | 94 377                 | Сан-Педро-де-Льок (San Pedro de Lloc) |
| 4  | Аскопе (Ascope)                      | 116 229                | Аскопе (Ascope)                       |
| 5  | Боливар (Bolívar)                    | 16 650                 | Боливар (Bolívar)                     |
| 6  | Сантьяго-де-Чуко (Santiago de Chuco) | 58 320                 | Сантьяго-де-Чуко (Santiago de Chuco)  |
| 7  | Виру (Virú)                          | 76 710                 | Виру (Virú)                           |
| 8  | Отуско (Otuzco)                      | 88 817                 | Отуско (Otuzco)                       |
| 9  | Санчес-Каррьон (Sánchez Carrión)     | 136 221                | Уамачуко (Huamachuco)                 |
| 10 | Гран-Чиму (Gran Chimú)               | 30 399                 | Каскас (Cascas)                       |
| 11 | Хулькан (Julcán)                     | 32 985                 | Хулькан (Julcán)                      |
| 12 | Патас (Pataz)                        | 78 383                 | Таябамба (Tayabamba)                  |

## Культура
- Международный чемпионат по серфингу на пляже Малабриго в марте
- Национальный конкурс танца маринера в январе
- Праздник Девы Пуэрто Отуско в декабре
- Международный Весенний фестиваль в Трухильо в сентябре
- Олимпийские игры по пляжным видам спорта в Уанчако в феврале

## Достопримечательности
- Древний город Чан-Чан (Солнце-Солнце) в долине реки Моче — самый большой город доколумбового периода в Южной Америке, столица народов культуры чиму. Его население в период расцвета составляло 60 000 жителей.
- пирамидальные Храм Луны и Храм Солнца
- археологический комплекс Эль-Брухо в долине реки Чикама
- Национальный заповедник Калипуй
- Уанчако — известный пляж сёрферов в Перу
- Археологический музей университета Трухильо
- Пляж Пуэрто Чикама с волнами длиной до 4 км